# Anza Vista
Anza Vista est un quartier de San Francisco, en Californie. C'est un petit quartier (une vingtaine d'hectares), délimité par Geary Boulevard au nord, Turk Street au sud, Masonic Avenue à l'ouest et St. Joseph's Avenue à l'est. Certains des environs du Presidio, du Golden Gate Park de la Panhandle et de la Western Addition sont parfois considérés comme faisant partie d'Anza Vista. Le quartier s'étend au-dessus de l'ancien cimetière calvaire de San Francisco, jusqu'à ce que les cimetières de la ville soient transférés dans les années 1930 et 1940 vers la ville voisine de Colma.
Un modeste centre commercial, The City Center, est situé sur Geary Boulevard et Masonic Avenue dans le coin nord-ouest du quartier. Anza Vista est aussi le siège d'un hôpital du groupe Kaiser Permanente au carrefour de Geary Boulevard et de St. Joseph's Avenue, et du lycée Raoul Wallenberg sur Nido Avenue.